# Bolbodera
Bolbodera is een geslacht van wantsen uit de familie van de Reduviidae (Roofwantsen). Het geslacht werd voor het eerst wetenschappelijk beschreven door Valdés in 1910.

## Soorten
Het genus bevat de volgende soort:

- Bolbodera scabrosa Valdés, 1910